# Гилле, Герберт Отто
Ге́рберт О́тто Ги́лле (нем. Herbert Otto Gille; 8 марта 1897, Бад-Гандерсхайм, герцогство Брауншвейг, Германская империя — 26 декабря 1966, Штеммен, близ Ганновера) — немецкий военачальник времён нацистской Германии, обергруппенфюрер СС и генерал войск СС, кавалер Рыцарского креста Железного креста с Дубовыми листьями, Мечами и Бриллиантами.

## Биография

### Военная служба и гражданская деятельность
Герберт Отто Гилле родился 8 марта 1897 года в небольшом курортном городке Бад-Гандерсхайм в горах Гарца, был четвёртым сыном в семье фабриканта. В 1910 году поступил в Прусский королевский корпус в Бенсберге близ города Кёльн, весной 1914 года был переведён в Гросс-Лихтерфельдский кадетский корпус (Берлин). Был произведён в фенрихи (прапорщики) 30-го (2-го Баденского) полка полевой артиллерии, расквартированного в Раштатте.
После начала Первой мировой войны был переведён во вновь сформированный 55-й резервный полк полевой артиллерии, с которым в декабре 1914 года был направлен на фронт. 27 января 1915 года был произведён в первое офицерское звание лейтенанта, после роспуска 55-го полка переведён в свой прежний полк. Все долгие три с половиной года войны Гилле провёл в рядах 75-й резервной дивизии. Командовал артиллерийским взводом, затем батареей, награждён Железным крестом 1-го и 2-го класса, а также брауншвейгским Крестом за заслуги 1-го класса.
31 марта 1919 года Гилле был произведён в обер-лейтенанты и уволен с военной службы. В 1920 году он получил место администратора в управлении одного из крупных имений в Бамберге, а в 1923 году также занял должность инспектора общественных фермерских земель. С 1929 года занимался торговлей автомобилями. С 1 мая 1931 года — член НСДАП (партийный билет № 537 337). В том же году 10 октября — Гилле вступил и в СС (служебное удостоверение № 39 854).
В СС Гилле сразу же был назначен командиром 5-го штурма 1-го штурмбанна 49-го штандарта СС, штаб-квартира которого размещалась в Госларе. 27 января 1933 года он возглавил автомобильный отряд того же штандарта. После прихода нацистов к власти в 1933 году Гилле делал карьеру в 4-м абшните СС в Брауншвейге. 20 апреля 1933 года Гилле стал начальником штаба 4-го абшнита СС, а в октябре 1933 года — одновременно фюрером для особых поручений при 2-м штурмбанне 49-го штандарта СС. Затем он ввязался в интригу, связанную со смещением брауншвейгского правительства, был исключён 20 июля 1933 года из НСДАП и СС. Представ перед партийным судом, он добился отмены этого решения, и в 1934 году вступил в части усиления СС, на основе которых затем были созданы войска СС.
20 мая 1934 года Герберт Отто Гилле был назначен командиром 11-го штурма 3-го штурмбанна 1-го штандарта СС, который в торжественной обстановке в ноябре 1935 года на торжествах во время партийного съезда в Нюрнберге получил название штандарта СС «Дойчланд» и заслуженно считался одной из самых боеспособных частей СС. 9 ноября 1935 года Гилле перевели на пост командира 12-го штурма, который в июле 1936 года в ходе развёртывания штандарта до четырёх штурмбаннов был переформирован в 19-й штурм 4-го штурмбанна. Рост в чинах у Гилле также ускорился: если звание оберштурмфюрера СС он получил через два года после предыдущего — 20 апреля 1935 года, то гауптштурмфюрером (то есть капитаном) он стал уже 9 ноября 1935 года. В 1935 году женился на Софии Шарлотте Меннеке, в том же году родилась их единственная дочь.
1 октября 1936 года Гилле стал начальником штаба другого штандарта частей усиления СС — «Германии». В этот момент часть именовалась 2-м штандартом СС, а название «Германия» ему было присвоено в ноябре 1936 года, и тоже на партийном съезде в Нюрнберге. Пройдя обучение в пехотной школе в Дёберице, Гилле был назначен командиром 2-го штурмбанна штандарта СС «Германия». В составе германских войск штурмбанн участвовал в аншлюсе Австрии и аннексии Судетской области. Как следствие, Гилле был награждён медалями в память 1 октября 1938 года и 13 марта 1938 года. Весной 1939 года ему было поручено сформировать 1-й дивизион артиллерийского штандарта СС. В крайне сжатые сроки в учебном лагере в Ютербоге Гилле практически с нуля создал дивизион — три батареи по четыре гаубицы в каждой — и начал изнуряющие тренировки личного состава: война была не за горами и надо было в сжатые сроки создать боеспособную часть. Надо сказать, что Гилле это удалось, хотя основная заслуга в создании артиллерийского штандарта все же принадлежит его первому командиру, оберштурмбаннфюреру СС Петеру Хансену.

### Участие во Второй мировой войне
Перед Польской кампанией артиллерийский штандарт СС был переброшен в Восточную Пруссию. Вместе с штандартом «Дойчланд» артиллерия СС была объединена с 4-й танковой бригадой в группу «Кемпф». В Польской кампании части усиления СС понесли большие потери, чем аналогичные соединения вермахта, что объяснялось несколько более низким качеством командного состава. Однако к дивизиону Гилле это не относилось — артиллеристы обеспечивали артиллерийскую поддержку наступавшим войскам и сами непосредственного участия в военных действиях не принимали, за исключением артиллерийской дуэли, а также эпизодических столкновений. Действия дивизиона были признаны успешными, и по результатам кампании — Гилле был награждён планками к уже имевшимся у него Железному кресту 2-го (26 октября 1939 года) и 1-го (21 ноября 1939 года) класса. Примерно тогда же — 19 октября 1939 года — Гилле был произведён в оберштурмбаннфюреры СС.
После окончания Польской кампании из частей усиления СС была сформирована дивизия усиления СС, в состав которой вошёл и дивизион Герберта Гилле. К началу кампании на Западе дивизион вместе с большей частью дивизии располагался в районе Мюнстера, являясь ближайшим резервом наступавших частей первого эшелона. В мае часть Гилле приняла участие в боях в Брабанте, а затем в преследовании отступавших войск союзников. В июне последовали бои на Сомме, Марне и Сене, участие в разгроме французской группировки у Шатийона. Солдаты Гилле завершили кампанию в районе Бордо.
15 ноября 1940 года Гилле назначен командиром артиллерийского полка СС «Викинг», который был составной частью новой моторизованной дивизии СС «Викинг» под командованием бригадефюрера СС Феликса Штайнера. Вскоре — 30 января 1941 года — Гилле был произведён в штандартенфюреры СС, что стало как признанием его заслуг, так и более соответствовало новой должности командира полка.
Принимал участие в боях на Восточном фронте, отличился в боях на реке Миус (на так называемом Миус-фронте), за что получил Германский крест в золоте. Гилле показал себя не только способным артиллерийским командиром, его личная храбрость и тактические способности сделали его кандидатом на занятие высоких должностей, которые подразумевали командование соединениями из разных родов войск. Штайнер неоднократно поручал командиру своего артиллерийского полка руководство передовыми ударными частями дивизии, и Гилле полностью оправдывал его доверие. Когда же рейхсфюрер СС добился разрешения на формирование более крупного формирования войск СС — танкового корпуса — лучшей кандидатуры на командование его артиллерией, чем Гилле, не нашлось: за его плечами был и опыт, и неоспоримые способности командира. 20 июля 1942 года он был официально назначен начальником артиллерийского командования танкового корпуса СС, который формировал в Берген-Бельзене обергруппенфюрер СС Пауль Хауссер. Однако оказалось, что Гилле не может оставить свой полк, наступавший в этот момент на Ростов-на-Дону и Батайск. Кроме того, и сам Гилле не выказал желания перейти на новый пост: организация и координирование действий артиллерии (при фактическом отсутствии командных функций) не устраивала его, так как в том числе лишала возможности проявить свои способности командира боевых частей. В июле приказ был отменён, и Гилле, не оставляя командование артиллерийским полком, возглавил также оставшийся без командира моторизованный полк СС «Вестланд» своей же дивизии.
Дивизия СС «Викинг» шла в авангарде немецких войск, наступавших от Батайска на Кубань, при этом наиболее значительную роль в действиях дивизии сыграли подчинённые Гилле войска — фактически под его началом была объединена наиболее боеспособная половина дивизии. Гилле же фактически был командиром дивизии, потому что Штайнер одновременно возглавлял различные более крупные объединения войск СС (в состав которых также входила и дивизия «Викинг»). В сентябре 1942 года вехами на пути дивизии стали Туапсе, Пятигорск, Минеральные Воды. Осенью 1942 года Гилле принял активное участие в кровопролитных боях за Моздок и Орджоникидзе. Тяжёлые бои на Кубани и во время последующего зимнего отступления на рубеж Сталино — Донец принесли Герберту Отто Гилле новые отличия: 8 октября 1942 года он стал кавалером Рыцарского креста Железного креста, а 9 ноября 1942 года был произведён в бригадефюреры СС и генерал-майоры войск СС.
Командовал артиллерией корпусной группы войск СС, которую в ноябре 1942 — январе 1943 года возглавлял Штайнер. Короткое время был временным командиром дивизии «Викинг» в период, когда она с трудом прикрывала южный фланг 4-й танковой армии и обеспечивала её отступление на Дон, который был достигнут дивизией 5 февраля 1943 года. После этого сдал командование дивизией вернувшемуся Штайнеру и исполнял обязанности его заместителя. Весной 1943 года участвовал в третьем сражении за Харьков.

### Командир дивизии СС «Викинг»
1 мая 1943 года наконец было принято решение освободить Феликса Штайнера от командования дивизией, дав ему возможность полностью сосредоточиться на командовании 3-м (германским) танковым корпусом СС. Тем более что кандидатура его преемника сомнений не вызывала. В этот день 46-летний бригадефюрер СС и генерал-майор войск СС Герберт Отто Гилле принял командование моторизованной дивизией СС «Викинг». На первом этапе командования Гилле дивизией она фактически не являлась единым воинским соединением.
Дивизия смогла собраться только к середине августа 1943 года в Ольшанах, затем она действовала в районе Полтавы. Отличился в арьергардных боях после провалившегося наступления немецких войск под Курском, что способствовало их упорядоченному отступлению. За эти действия 1 ноября 1943 года был награждён Дубовыми листьями к Рыцарскому кресту. В октябре 1943 года руководил переформированием дивизии из моторизированной в танковую. Осенью 1943 года дивизия вела трудные оборонительные бои на Украине.
По словам российского историка Вольфганга Акунова,
подчинённые очень ценили Гилле — прежде всего за то, что он, будучи сторонником строжайшей дисциплины, в то же время культивировал во вверенной ему дивизии — дух своеобразного неформального товарищества, за что и получил прозвище «папаша Гилле». Когда Гилле появлялся перед строем своих «викингов», неизменно опираясь на свою любимую суковатую палку, то весь его внешний вид вселял в подчинённых спокойствие и уверенность в том, что все будет хорошо — даже когда вверенные ему войска в феврале 1944 года попали в Корсуньский «котёл».

### «Корсуньский котёл»
В конце января — начале февраля 1944 года Гилле командовал своей дивизией во время боёв в окружении под Корсунь-Шевченковским — тогда в «котле» оказались 2 немецких армейских корпуса (11-й и 42-й) с 9-ю дивизиями, насчитывавшие в общей сложности 54 тысячи человек. Резко выступил против капитуляции, предложенной советским командованием, руководил прорывом немецких войск из окружения в ночь с 16 на 17 февраля 1944 года. Советская и западная историография оценивали результаты этих событий крайне противоречиво. В советской литературе утверждалось, что прорваться из окружения удалось двум-трём тысячам немецких военнослужащих, причём Гилле вёл себя недостойно. По словам Маршала Советского Союза Ивана Степановича Конева,
генерал Гилле, видимо, вылетел на самолёте до начала схватки, либо пролез через линию фронта переодетый в гражданскую одежду. Я исключаю, чтобы он пробился на танке или транспортёре через наши позиции и опорные пункты.
Западная историография (например, Niklas Zetterling, Anders Frankson. The Korsun Pocket: The Encirclement And Breakout Of A German Army In The East, 1944), напротив, считает, что из окружения удалось прорваться около 35 тысяч немецких военнослужащих, хотя тяжёлое вооружение пришлось оставить, а дивизия «Викинг» понесла очень большие потери. Кроме того, не подвергается сомнению тот факт (например, в книге Р. Батлера SS-Wiking. История пятой дивизии СС «Викинг». 1941—1945. — М., 2006), что Гилле лично участвовал в прорыве и вылетел в штаб-квартиру Адольфа Гитлера только после его завершения. 20 февраля 1944 года Гилле был награждён Мечами к Рыцарскому кресту.

### Оборона Ковеля
С 16 марта 1944 года Гилле руководил обороной Ковеля от превосходящих сил Красной армии. Он смог организовать упорное сопротивление, объединив под своим началом разрозненные и не имевшие боевого опыта воинские части (дивизия «Викинг» в это время из-за больших потерь и сильной усталости личного состава не могла принимать участия в боевых действиях, что отмечается, в частности, в книге Р. Батлера). 4-5 апреля 1944 года немецким войскам — 131-й пехотной дивизии, 4-й и 5-й танковым дивизиям и боевой группе дивизии «Викинг» — удалось установить связь с окружёнными, которые затем в течение двух дней были выведены из города (удалось эвакуировать 2 тысячи раненых и технику). 19 апреля 1944 года за оборону Ковеля Гилле был награждён Бриллиантами к Рыцарскому кресту (стал 12-м кавалером этой награды, которую всего получили 27 человек). После этого он занимался восстановлением боеспособности своей дивизии и подготовкой поступивших в неё пополнений.

### Командир корпуса
20 июля 1944 года группенфюрер СС и генерал-лейтенант войск СС Герберт Отто Гилле получил приказ сформировать новый — 4-й танковый корпус СС. Официальный приказ о его назначении пришёл несколько позже — 6 августа 1944 года. Как и все остальные корпуса германской армии, 4-й танковый корпус СС не имел постоянного состава, однако «родная» дивизия Гилле — «Викинг» — была в его составе постоянно. Кроме того в августе в состав корпуса вошла и другая элитная дивизия СС — 3-я танковая дивизия СС «Мёртвая голова». Когда началось Варшавское восстание — 1 августа 1944 года — корпус Гилле был немедленно отправлен на фронт, включён в состав 9-й армии группы армий «Центр». 9 ноября 1944 года Герберт Гилле получил своё последнее воинское звание — он стал обергруппенфюрером СС и генералом войск СС.
В конце 1944 года корпус был переброшен под Будапешт, где участвовал в неудачном контрнаступлении, предпринятом с целью деблокады окружённой в столице Венгрии группировки немецких войск. 16 марта советская группировка, развёрнутая западнее Будапешта, перешла в наступление и отбросила противника на исходные позиции. Части 4-го танкового корпуса СС чуть было не оказались в новом окружении, однако Гилле, не испросив разрешения у Ставки, санкционировал отход «Викинга» и тем самым избежал катастрофы.
Последние полтора месяца войны Гилле уже не пришлось принять участие в каких-либо крупных оборонительных, а тем более наступательных операциях — ему оставалось лишь с боями медленно отходить на Запад — на территорию Австрии. Гилле сделал всё возможное, чтобы не сдаваться Красной армии, и продолжил отход на Запад. Когда Гилле получил сообщение о капитуляции Германии, его корпус всё ещё отбивался от советских войск. Однако командира корпуса информировали, что в тылу корпуса появились американские патрули. Гилле отдал приказ идти навстречу американцам, и оторвавшись от преследования Красной армии, прибыл в город Радштадт — на самой границе с Австрией, в земле Баден-Вюртемберг, где и сдался представителям американского командования. В отличие от солдат и офицеров той же дивизии СС «Мёртвая голова», которая уже не входила в 4-й танковый корпус СС, подчинённым Гилле удалось избежать выдачи советской стороне.

### Послевоенная деятельность
До мая 1948 года Гилле находился в плену, после освобождения вернулся в Германию, где в апреле 1949 в рамках денацификации был приговорён к 1,5 годам лишения свободы как бывший высокопоставленный член СС, которые были признаны преступной организацией на Нюрнбергском процессе. Однако этот срок считался отбытым в период плена.
В первые годы после освобождения из плена Гилле работал служащим в Ганновере, жил в весьма стеснённых материальных условиях (его жена зарабатывала чеканкой). Затем вместе со своей семьёй занимался распространением по почте книг, а также информационного издания Общества взаимопомощи бывших военнослужащих войск СС (ХИАГ), которое он основал, издавал и редактировал (до 1958 года). Также основал журнал ветеранов своей дивизии Wiking-Ruf («Клич викинга»). В 61 год, выхлопотав пенсию по возрасту, Гилле оставил работу и перебрался в небольшой городок Штеммен, близ Ганновера. Здесь он прожил ещё восемь лет: 26 декабря 1966 года Герберт Отто Гилле скоропостижно скончался от инфаркта.

## Звания
- Унтерштурмфюрер СС (20 апреля 1933)
- Оберштурмфюрер СС (20 апреля 1935)
- Гауптштурмфюрер СС (9 ноября 1935)
- Штурмбаннфюрер СС (20 апреля 1937)
- Оберштурмбаннфюрер СС (19 октября 1939)
- Штандартенфюрер СС (30 января 1941)
- Оберфюрер СС (1 октября 1941)
- Бригадефюрер СС и генерал-майор войск СС (9 ноября 1942)
- Группенфюрер СС и генерал-лейтенант войск СС (9 ноября 1943)
- Обергруппенфюрер СС и генерал войск СС (9 ноября 1944)

## Награды
- Спортивный знак СА
- Кольцо «Мёртвая голова»
- Шеврон старого бойца
- Железный крест (1914) 2-го и 1-го класса (Королевство Пруссия)
- Крест «За военные заслуги» 2-го и 1-го класса (Герцогство Брауншвейг)
- Почётный крест Первой мировой войны 1914/1918 с мечами (1934)
- Крест Свободы 1-го класса за военные заслуги с мечами (Финляндия)
- Пряжка к Железному кресту (1939)
  - 2-го класса (26 октября 1939)
  - 1-го класса (21 ноября 1939)
- Медаль «За зимнюю кампанию на Востоке 1941/42»
- Штурмовой пехотный знак в бронзе
- Немецкий крест в золоте (28 февраля 1942) — оберфюрер СС, командир артиллерийского полка СС «Викинг»
- Рыцарский крест Железного креста с Дубовыми листьями, Мечами и Бриллиантами
  - Рыцарский крест (8 октября 1942) — оберфюрер СС, командир артиллерийского полка СС «Викинг»
  - Дубовые листья (№ 315) (1 ноября 1943) — бригадефюрер СС и генерал-майор войск СС, командир моторизованной дивизии СС «Викинг»
  - Мечи (№ 47) (20 февраля 1944) — группенфюрер СС и генерал-лейтенант войск СС, командир 5-й танковой дивизии СС «Викинг»
  - Бриллианты (№ 12) (19 апреля 1944) — группенфюрер СС и генерал-лейтенант войск СС, командир 5-й танковой дивизии СС «Викинг»
- Дважды упоминался в Вермахтберихт (6 апреля 1944, 2 сентября 1944)